# Augusto Malavé Villalba
Augusto Malavé Villalba (Carúpano, Venezuela, 1 de septiembre de 1904 - Roma, Italia, 22 de mayo de 1977) fue un zapatero, sindicalista y político venezolano, destacado en crear y defender derechos a los trabajadores.

## Vida
Fue hijo de Pedro Malavé y de Isabel Villalba. No pudo asistir a la escuela por lo que tuvo que ser autodidacta y desde muy pequeño aprendió el oficio de zapatero, desde los doce años trabajó en ello. En el año de 1924 funda en Carúpano un periódico de tono satírico, Cirilo Alberto, el periódico es cerrado y Malavé es encerrado durante dos años. En 1929 se traslada hacia Caracas aún ejerciendo como zapatero, allí conoce a José Toston con quien establece las bases para crear el Sindicato de Zapateros Manuales en 1932. En 1934, funda la Cooperativa de Zapateros, a partir de aquí empieza su incursión como activista político.
En febrero de 1936, funda la Federación de Trabajadores del Distrito Federal. En marzo del mismo año, junto a Salvador de la Plaza y Miguel Acosta Saignes, funda el Partido Republicano Progresista (PRP). El 26 de abril es detenido al salir de una reunión un grupo de 17 promotores del PRP, entre los que se encontraban Augusto Malavé Villalba y Ernesto Silva Tellería. En noviembre, participa en la fundación de la Confederación Venezolana del Trabajo (CVT) donde ocupa el cargo de secretario de educación y problemas culturales.
Malavé Villalba es incluido en el decreto de expulsión del 13 de marzo de 1937, exiliándose en México hasta 1939 donde abre un taller de zapatería y se une al movimiento sindical y político mexicano, fundando, junto con Vicente Lombardo Toledano, la Confederación de Trabajadores de América Latina (CTAL). De regreso a Venezuela reinicia actividades clandestinas en el seno del Partido Democrático Nacional. El 13 de septiembre de 1941, firma el Acta Constitutiva que transforma al PDN en Acción Democrática y asume el cargo de secretario general de la Federación de Trabajadores del Distrito Federal y estado Miranda. Después del golpe de Estado en Venezuela de 1945, desempeña la presidencia de la Junta Pro-Vivienda que emprende la construcción, en Caracas, de los barrios obreros de Los Cujicitos, Cútira y Lídice. Diputado por el estado Sucre y vicepresidente de la Asamblea Nacional Constituyente de Venezuela de 1946, logra incorporar en la Constitución Nacional el capítulo referente a las garantías sociales. Tras el golpe de Estado en Venezuela de 1948 se exilia en Cuba y Costa Rica. Asiste en Londres a la fundación de la Confederación Internacional de Organizaciones Sindicales Libres (CIOSL) y en México, a la creación de la Oficina Regional Interamericana del Trabajo (ORIT). Regresa a Venezuela tras el golpe de Estado en Venezuela de 1958, es elegido diputado por el estado Sucre y asume la primera vicepresidencia de Acción Democrática.